# Палац Потоцьких (Конюшків)
Палац Потоцьких — будівля XVIII століття, розташована у селі Конюшків Бродівського району Львівської області.

## Історія
Палац споруджений у XVIII столітті на північно-східній околиці села Станіславом Потоцьким, у володіння якого входили місто Броди та довколишні села. Навколо палацу був закладений парк та споруджені допоміжні господарські будівлі.
28 вересня 1770 р. під час судового поділу володінь Станіслава Потоцького між його нащадками місто Броди з навколишніми селами, в тому числі село Конюшків з палацом, перейшли у власність наймолодшого сина Станіслава — Вінцентія Потоцького. У 1826 році палац успадкував син Вінцентія — Францішек Потоцький, що 1834 року продав його родині Молодецьких.
Близько 1900 року палац у Конюшкові належав підприємцю Вільгельму Шмідту, який мав багато маєтків на території Брідщини і розбудовував на території краю численні промислові об'єкти. На початку 1900-х років, у Конюшкові були збудовані господарські споруди так званого фільварку, що розташовувався неподалік палацу, та цей самий житловий будинок для робітників, при сільській вулиці.
У радянський час споруда використовувалася як клубна культурно-освітня установа, гуртожиток. Відповідно були проведені зміни (перебудови) в інтер'єрі, змінено форму покрівлі. Певний час будівля колишнього палацу використовувалася як звичайний житловий будинок, але через відсутність постійного догляду, споруда почала нищитися. В останні роки об'єкт руйнується й потребує капітального ремонту та реконструкції.